# Glodževo
Glodževo (búlgaro:Глоджево) é uma cidade da Bulgária, localizada no distrito de Ruse. A sua população era de 3,659 habitantes segundo o censo de 2010.

## População
| Glodževo | Glodževo | Glodževo | Glodževo | Glodževo | Glodževo | Glodževo | Glodževo | Glodževo | Glodževo | Glodževo | Glodževo | Glodževo | Glodževo | Glodževo | Glodževo | Glodževo | Glodževo | Glodževo | Glodževo |
| --- | -------- | -------- | -------- | -------- | -------- | -------- | -------- | -------- | -------- | -------- | -------- | -------- | -------- | -------- | -------- | -------- | -------- | -------- | -------- |
| Ano | 1887     | 1910     | 1934     | 1946     | 1956     | 1965     | 1975     | 1985     | 1992     | 2001     | 2002     | 2003     | 2004     | 2005     | 2006     | 2007     | 2008     | 2009     | 2010     |
| População |          |          |          | …        | …        | …        | …        | …        | 4,233    | 3,953    | 3,935    | 3,923    | 3,896    | 3,854    | 3,815    | 3,797    | 3,743    | 3,707    | 3,659    |
| Fontes: Instituto Nacional de Estatísticas, „citypopulation.de“, „pop-stat.mashke.org“, Bulgarian Academy of Sciences |          |          |          |          |          |          |          |          |          |          |          |          |          |          |          |          |          |          |          |